# U-Bahnhof Maciachini
Der Bahnhof Maciachini ist ein unterirdischer Bahnhof der U-Bahn Mailand. Er befindet sich unter dem gleichnamigen Platz (piazzale Carlo Maciachini).

## Geschichte
Der U-Bahnhof wurde am 8. Dezember 2003 als nördlicher Endpunkt der Linie M3 eröffnet. Am 26. März 2011 wurde die Verlängerung zum U-Bahnhof Comasina in Betrieb genommen.

## Lage
Der Bahnhof befindet sich in unterirdischer Lage unter dem Piazzale Carlo Maciachini. Der Bahnhof verfügt über zwei Gleise mit Seitenbahnsteigen. Über dem Gleisniveau befindet sich ein Zwischengeschoss mit Zutrittskontrolle. Die architektonische Ausstattung wurde wie bei allen Bahnhöfen der Linie M3 von den Architekten Claudio Dini und Umberto Cappelli gestaltet.

## Anbindung
| Linie | Verlauf |
| ----- | --- |
|       | Comasina – Affori FN – Affori Centro – Dergano – Maciachini – Zara – Sondrio – Centrale FS – Repubblica – Turati – Montenapoleone – Duomo – Missori – Crocetta – Porta Romana – Lodi TIBB – Brenta – Corvetto – Porto di Mare – Rogoredo FS – San Donato |

## Service
Wie alle anderen Stationen der M3-Linie (und auch M5) ist auch dieser U-Bahnhof behindertengerecht. Dies gilt nicht für alle Linien in Mailand.